# Забейда-Сумицкий, Михаил Иванович
Михаил Иванович Забейда-Сумицкий, (бел. Міхась Іванавіч Забэйда-Суміцкі; 14 июня 1900 — 21 декабря 1981) — белорусский оперный певец (лирический тенор), исполнитель славянских и др. песен, педагог.

## Биография
Родился 14 июня 1900 года в д. Нестеровичи Свислочского района Гродненской губернии Российской империи. Двойную фамилию взял от отца — Ивана Забейды и матери — Александры Сумицкой. В семье было семь детей, но до совершеннолетия дожил только Михаил. Учился в Шейпичах и Зельзине, затем в 2-классной церковно-приходской школе в Головчицах. Окончил Молодечненскую учительскую семинарию (1918), где проявил свои музыкальные способности.
Во время Советско-польской войны переехал в Барнаул, где два года работал учителем. В 1922 году переехал в Харбин, где продолжил обучение на экономическом отделении юридического факультета местного университета. В Харбине Забейда-Сумицкий много работал над постановкой голоса. Как оперный певец дебютировал в партии Ленского в опере «Евгений Онегин». С 1929 по 1932 годы был певцом Харбинского оперного театра.
В 1932—1934 годах был на стажировке в Милане, где учился у знаменитого педагога Фернандо Карпи. В Ла Скала познакомился с Шаляпиным и Собиновым. Свою оперную карьеру продолжил в Польше, сначала в Познани, а в 1937—1940 годах — в Варшаве. С этого времени Забейда-Сумицкий все чаще включает в репертуар концертов белорусские песни, которые с детства слышал от матери.
С мая 1940 года работал в Праге в Национальном театре, где знакомил тысячные аудитории с белорусской песней. В Праге Забейда-Сумицкий прожил до конца жизни. Лишь в 1963 году ему было разрешено приехать в БССР (выступал в Минске, Гродно). В 1965 году гастролировал в Белостоке. Умер 21 декабря 1981 года, похоронен в Праге на Ольшанском кладбище.

## Память
Именем Забейды-Сумицкого названа одна из улиц в Молодечно.